# Matsudo
Matsudo è una città giapponese della prefettura di Chiba.